# Championnat de Suisse de football de troisième division 2014-2015
Navigation
1re Ligue Promotion 2013-2014 Promotion League 2015-2016
La saison 2014-2015 de Promotion League constitue le troisième niveau de la hiérarchie du football en Suisse, derrière la Super League et la Challenge League. Le championnat oppose en matches aller-retour 16 clubs dont deux promus de 1re Ligue, Neuchâtel Xamax FCS et le FC Rapperswil-Jona, et un relégué de Challenge League, le FC Locarno. Le championnat débute le 2 août 2014 et prend fin le 30 mai 2015.
Le 26 octobre 2013, l'assemblée générale de la Première Ligue, qui organise le championnat, décide de renommer la 1re ligue Promotion, en Promotion League, afin de distinguer cette dernière de la 1e Ligue Classic, et de la rapprocher de la Super League et de la Challenge League.

## Clubs
| \| Bâle II Old Boys YF Juventus Köniz Rapperswil-Jona Sion II Saint-Gall II Carouge Nyon Breitenrain Zurich II Tuggen Brühl SG Locarno Delémont Neuchâtel \| Localisation des clubs engagés dans le championnat. |
| Bâle II Old Boys YF Juventus Köniz Rapperswil-Jona Sion II Saint-Gall II Carouge Nyon Breitenrain Zurich II Tuggen Brühl SG Locarno Delémont Neuchâtel                                                           |

| Club                | Canton     | Stade                        | Capacité | Résultat lors de la saison 2013-2014 |
| ------------------- | ---------- | ---------------------------- | -------- | ------------------------------------ |
| FC Locarno          | Tessin     | Stade Lido                   | 11 000   | 10e en Challenge League (relégué)    |
| SC YF Juventus      | Zurich     | Utogrund                     | 2 850    | 2e                                   |
| Étoile Carouge FC   | Genève     | Stade de la Fontenette       | 10 200   | 3e                                   |
| FC Köniz            | Berne      | Sportplatz Liebefeld-Hessgut | 2 000    | 4e                                   |
| FC Tuggen           | Schwytz    | Linthstrasse                 | 4 250    | 5e                                   |
| SR Delémont         | Jura       | La Blancherie                | 5 200    | 6e                                   |
| FC Zurich II        | Zurich     | Sportplatz Heerenschürli     | 1 120    | 7e                                   |
| FC Bâle II          | Bâle-Ville | Stadion Rankhof              | 7 000    | 8e                                   |
| FC Sion II          | Valais     | Stade de Tourbillon          | 20 200   | 9e                                   |
| SC Brühl Saint-Gall | Saint-Gall | Paul-Grüninger-Stadion       | 4 200    | 10e                                  |
| Stade nyonnais FC   | Vaud       | Stade Colovray               | 7 200    | 11e                                  |
| FC Breitenrain      | Berne      | Spitalacker                  | 1 450    | 12e                                  |
| BSC Old Boys        | Bâle-Ville | Stadion Schützenmatte        | 8 000    | 13e                                  |
| FC St. Gallen II    | Saint-Gall | Espenmoos                    | 5 700    | 14e                                  |
| Neuchâtel Xamax FCS | Neuchâtel  | Stade de la Maladière        | 11 998   | Promu de 1re Ligue                   |
| FC Rapperswil-Jona  | Saint-Gall | Stadion Grünfeld             | 3 000    | Promu de 1re Ligue                   |

## Classement
| Rang | Équipe                | Pts | J  | G  | N  | P  | Bp | Bc | Diff |
| ---- | --------------------- | --- | -- | -- | -- | -- | -- | -- | ---- |
| 1    | Neuchâtel Xamax FCS P | 70  | 30 | 22 | 4  | 4  | 79 | 31 | +48  |
| 2    | FC Köniz              | 57  | 30 | 17 | 6  | 7  | 60 | 34 | +26  |
| 3    | FC Breitenrain        | 49  | 30 | 13 | 10 | 7  | 50 | 40 | +10  |
| 4    | SC YF Juventus        | 47  | 30 | 13 | 8  | 9  | 54 | 52 | +2   |
| 5    | FC Sion II            | 44  | 30 | 13 | 5  | 12 | 51 | 50 | +1   |
| 6    | FC Rapperswil-Jona P  | 44  | 30 | 13 | 5  | 12 | 46 | 48 | -2   |
| 7    | Étoile Carouge FC     | 43  | 30 | 12 | 7  | 11 | 41 | 39 | +2   |
| 8    | FC Zurich II          | 43  | 30 | 13 | 4  | 13 | 48 | 50 | -2   |
| 9    | Stade nyonnais FC     | 42  | 30 | 12 | 6  | 12 | 39 | 37 | +2   |
| 10   | FC Saint-Gall II      | 41  | 30 | 12 | 5  | 13 | 52 | 51 | +1   |
| 11   | FC Bâle II            | 40  | 30 | 12 | 4  | 14 | 57 | 55 | +2   |
| 12   | FC Tuggen             | 35  | 30 | 11 | 2  | 17 | 41 | 64 | -23  |
| 13   | SC Brühl Saint-Gall   | 33  | 30 | 10 | 3  | 17 | 45 | 64 | -19  |
| 14   | BSC Old Boys          | 31  | 30 | 8  | 7  | 15 | 42 | 52 | -10  |
| 15   | FC Locarno R          | 29  | 30 | 8  | 5  | 17 | 38 | 54 | -16  |
| 16   | SR Delémont           | 27  | 30 | 6  | 9  | 15 | 42 | 64 | -22  |

Légende des couleurs
- 1er : Promu en Challenge League 2015-2016
- 15e et 16e : Relégation en 1re Ligue

Abréviations
- R : Relégué de Challenge League 2013-2014
- P : Promu de 1re Ligue